# 尼山水库
尼山水库，又称孔子湖，位于中国山东省曲阜市东南部尼山镇（旧称南辛镇）境内，小沂河上游河道上。1960年建成，控制流域面积264.1平方公里，总库容1.13亿立方米，兴利库容6102万立方米。大坝为均质土坝，全长1805米，坝顶高程130.59米，最大坝高22米。坝左端为放水洞，右端为溢洪道。库区拟建孔子湖国家湿地公园（试点）。
2013年，尼山水库水利设施被列入第四批山东省文物保护单位，该文物保护单位是一座近现代重要史迹及代表性建筑。